# Знаменка (Кемеровская область)
Зна́менка — деревня в Мариинском районе Кемеровской области. Входит в состав Сусловского сельского поселения.

## История
Основана в 1809 г. В 1926 году село Знаменское состояло из 253 хозяйств, основное население — русские. В административном отношении являлось центром Знаменского сельсовета Тяжинского района Ачинского округа Сибирского края.

## Население
| 1926 | 2002 | 2010 |
| ---- | ---- | ---- |
| 1655 | ↘312 | ↘199 |